# 타게 엘란데르

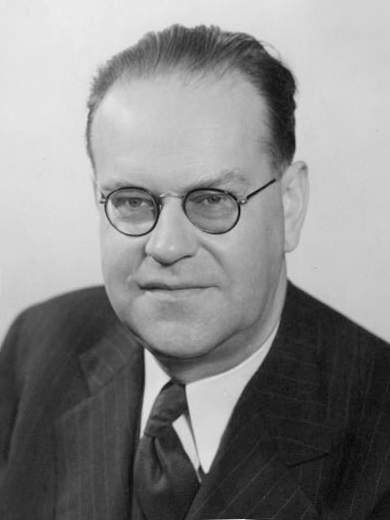

타게 프리티오프 엘란데르(스웨덴어: Tage Fritjof Erlander, 1901년 6월 13일 ~ 1985년 6월 21일)는 스웨덴의 총리, 정치가이다. 스웨덴 사회민주당의 리더였으며 46년부터 69년까지 23년간 총리로서 재임했고, 키도 192cm의 장신이였기에, 그는 '스웨덴에서 가장 긴 총리'라 불렸다.

## 생애
그는 란세테르(Ransäter)에서 교사인 아버지 에릭 구스타프 엘란데르의 아들로 태어났다. 어머니의 이름은 알마 닐손이었다. 룬트 대학을 재학중에 학생운동에 관심을 가져 여러 강성 학생들을 만났다. 1928년 졸업한 그는 정치학과 경제학을 전공했다. 그는 1929년부터 1938년까지 백과사전인 스벤스크 우플락스보크(Svensk Upplagsbok)의 편집자 중 한명이었다. 1930년에 그는 아이나 안데르손(Aina Andersson)과 결혼했다.
엘란데르는 1930년 룬트(Lund)주의 주(州)의원으로 당선되었고 1932년에는 국회의원이 되었으며 건강사회부(Minister for Health and Social Affairs)의 국무비서관(Secretary of State)으로 선임되었다. 국무비서관 시절 엘란데르는 스웨덴 내의 2차대전 난민캠프의 설립을 지원한 고위 관료 중 한명이었다. 캠프의 존재는 공개적으로 알려지지 않았으며, 소수민족과 공산주의자들로 대표되는 정치적 박해자들을 보호했다.
1942년 국무비서관 엘란데르는 당시 사회부 장관 구스타프 묄러와 함께 500년 이상 스웨덴 거주자로 살아왔던 집시들을 위해 노르웨이-스웨덴 여행자 등록 정책을 진행했다. 이런 등록제도의 목적은 스웨덴 하층민들을 보호하여 좌파적 기반을 다지려는 것으로 알려졌다. 노르웨이에서는 나치 점령 기간에 이러한 리스트가 나치 손으로 넘어가는 경우가 있기도 했다.
엘란데르는 1944년에 무임소 장관으로 발탁되었고 다음 해에 교육부 장관이 된다. 당시 사회민주당은 연립정권을 구성하고 있었으나 페르 알빈 한손 총리가 1946년에 급사하는 바람에 엘란데르는 뒤를 이어 총리가 되었다. 엘란데르는 예상치 못하게 총리가 되었고, 자연스럽게 사회민주당의 리더가 되었다. 엘란데르는 과반의석을 확보하지 못하면서도 스웨덴 정국을 계속 주도했다. 1951~57년 사이에는 정권 유지를 위해 스웨덴 농부연맹(스웨덴 중앙당의 전신)의 의장 군나르 헤들룬드에게 연립정부를 제안하여 성사시켰다.
엘란데르는 '강한 사회'라는 캐치프레이즈를 만들고, 부유한 사회를 만들면서 발생하는 여러 가지 수요에 부응하였으며, 공공의 영역을 확대해나갔다. 국유화를 별로 시도하지 않았음에도 불구하고 공공영역에 대한 그의 관심은 긴 총리 재임기간 내내 가졌던 주요 관심사였다.
1968년의 총선거는 그의 7번째 승리이자 사회민주당이 거둔 최대의 성공이었으나, 자신의 장기집권을 끝내고 정치 전반의 체질 개선이 필요하다 여겨 사임했다. 후임은 오랜 동지이자 친구인 올로프 팔메였다. 1969년 퇴임할 때 기거할 집이 없어, 스웨덴 국민들이 별장을 지어주기도 하였다. 72년부터 82년까지 그는 6권 분량의 회고록을 작성했다.
1985년 6월 21일 84세를 일기로 사망한 엘란데르의 장례식은 그의 고향인 란세테르(Ransäter)에서 이루어졌다. 그의 아들 스벤 엘란데르는 수학자로, 2001년부터 타게 엘란데르의 일기를 출간했다.

## 정책
엘란데르는 중도실용주의적이었고 자기풍자적인 면모를 가지고 있어 정적이라 할 수 있는 보수층과도 문제가 적었다. 당시 OECD 평균보다 낮은 과세율을 유지하면서 보편적 건강 보험이나 연금 확대 등에 대한 사실상의 합의를 끌어내었다. 1960년대까지 스웨덴의 세율은 미국보다 낮았다. 물론 당시 미국의 세율이 높은 편이긴 했다.
사회민주주의의 '수확기'로 표현되는 46~47년 사이에 엘란데르는 스웨덴 복지정책의 기틀을 잡았다. 이 시기에 기본 연금, 아동 일반 수당, 아동 건강 환급제도라는 주요 세가지 개혁이 수행되었다. 국가노동위원회가 설치되어 지역노동청과 협업하고 실업자 보조 펀드를 감시함과 동시에 국가주택위원회도 중앙에서 주택임대 현황과 주택대출을 조절했다. 1947년에는 세제를 개혁하여 저소득층의 세율을 낮추고 상속세와 고소득층 세율을 높이는 등의 개혁은 진행했다.
1947년엔 자녀가 있는 가정에 한하여 주택수당이 지급된 것에 이어 1948년에는 16세 이하의 자녀가 있는 모든 가정에 어린이수당이 지급 가능해졌다. 1954년부터 연금생활자들에게도 주택수당이 확대되었다. 1950년에는 기존에 3-3-3으로 나뉘어있던 고등교육 시스템이 9년간의 단일 의무교육 시스템으로 변경되는 실험을 10여년간 진행한다. 지자체가 운영하는 직업학교에 주에서 보조금을 지급하는 법률을 1955년에 통과시켰고 1958년부터는 민간 고등학교까지 적용했다. 1962년에 9년제 시스템 도입이 승인되었다. 1964년에는 이를 개정하여 고등학교(gymnasium)를 보완하는 직업 예비학교(fackskola)가 도입되었다. 또한 새로운 지역 거점 종합대학과 대학교들이 생겨났다. 1967년에는 지자체가 운영하는 성인 교육기관(vuxenutbildning)이 생겼다. 1955년에는 소득 연동형 의료보험이 도입되었다.
외교 정책에서, 그는 북유럽 국가들 간의 결속을 강화하려 했으나 그리 성공적이진 못했다. 대신 세계 최고 수준의 군사력을 갖추고 엄격한 중립정책을 유지했다. 당시 스웨덴의 인당 군비는 미국, 소련, 이스라엘을 제외한 국가들 중 매우 높은 축에 속했다. 엘란데르의 시대는 제2차 세계 대전 이후 세계경제가 팽창하던 시기였으며 스웨덴은 당시 세계 10대 경제대국 중 하나였다. 미국의 핵우산 아래 있기도 해서 핵확산 금지조약에 서명했기에 핵무장은 하지 않았지만 당시 스웨덴의 공군력은 세계 3위 수준이었다.